# Chariot bâché
 (juillet 2024).
Si vous disposez d'ouvrages ou d'articles de référence ou si vous connaissez des sites web de qualité traitant du thème abordé ici, merci de compléter l'article en donnant les références utiles à sa vérifiabilité et en les liant à la section « Notes et références ».
Ne doit pas être confondu avec Wagon couvert.

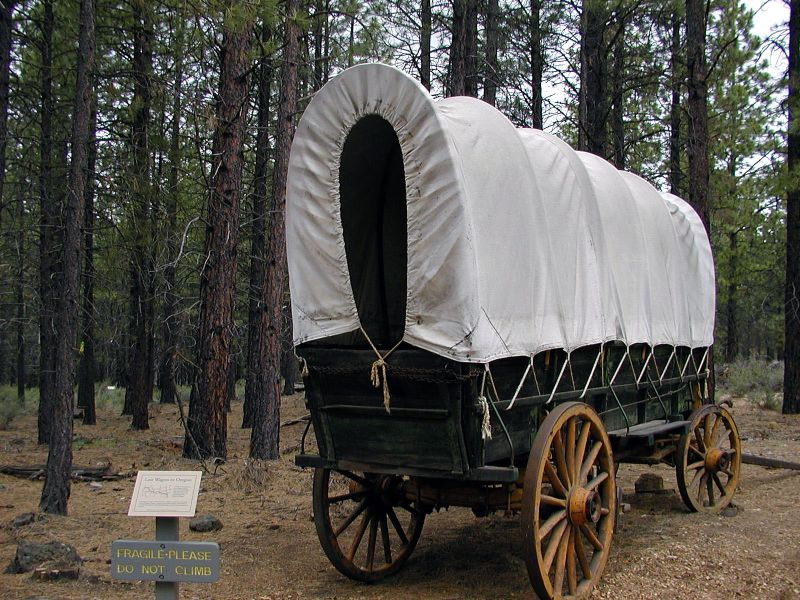
Réplique d'un chariot bâché

Le chariot bâché, chariot à bâche ou chariot couvert (anglais : covered wagon), ou encore, par métaphore, « goélette des prairies (prairie schooner) » pour la ressemblance de cette bâche avec la voile d'un navire, est un moyen de transport symbole de la colonisation de l'Ouest américain.
Au milieu du XIXe siècle, des chariots bâchés tirés par des chevaux, des mules ou des bœufs sont communément utilisés pour de longs parcours vers l'Ouest des États-Unis et des milliers de pionniers et de colons de toutes origines les utilisent pour traverser les Grandes Plaines jusqu'en Oregon et en Californie.
D'autres chariots, les chuckwagons (de l'anglais chuck ou chunk, « bouchée », terme alimentaire populaire pour désigner un service d'alimentation mobile), sont utilisés pour le ravitaillement des cowboys (vachers) qui convoient les troupeaux bovins sauvages du Texas vers les marchés du Nouveau-Mexique. Au Texas, l'élevage du bétail reprend après la guerre de Sécession (1861-1866) et les marchés de viande bovine connaissent une importante prospérité. Certains grands propriétaires de ranchs, éleveurs de bovins éloignés des accès au chemin de fer doivent transporter sur de longues distances leur bétail pour qu'il soit vendu au Nouveau-Mexique. Ce qui signifie qu'ils doivent nourrir pendant des mois les cow-boys qu'ils emploient sur des trajets isolés des ressources et des commerces. 
Un certain Charles Goodnight, propriétaire d'un ranch, a l'idée de modifier un chariot de transport Studebaker des surplus militaires pour le transformer en cuisine mobile, une solution durable, en fonction des besoins des cow-boys pour qu'ils puissent conduire le bétail depuis le Texas sans quitter le troupeau. Au menu du chuckwagon, on sert généralement des aliments faciles à préserver, tels des haricots et des viandes salées, du café et du pain bannique. Les cow-boys sont alimentés sur place en suivant l'avancement du troupeau. Il n'y a pas de fruits frais, de légumes ou d'œufs et la viande quand elle est disponible n'est pas fraîche, sauf quand un animal du troupeau, blessé lors du trajet, doit être abattu. La viande qu'ils mangent est cuite dans la graisse de lard avec du porc salé, ou avec de la viande bovine, habituellement séchée, salée ou fumée. Le chariot est également équipé d'un baril d'eau, et du nécessaire pour allumer le bois pour chauffer et cuire les aliments. 
Le cuisinier (le cook) responsable de la cuisine du chariot, exerce aussi les fonctions de coiffeur, de dentiste et de banquier pour les employés du ranch. Il est alors le deuxième en autorité après le propriétaire.